# بني غشيم (ذمار)

تعديل مصدري - تعديل

بني غشيم هي مدينة ومركز مديرية وصاب السافل بمحافظة ذمار اليمنية، بلغ تعداد سكانها 2540 نسمة حسب الإحصاء الذي أجري عام 2004.